# Damata formosicola
Damata formosicola är en fjärilsart som beskrevs av Matsumura 1929. Damata formosicola ingår i släktet Damata och familjen tandspinnare. Inga underarter finns listade i Catalogue of Life.